# Johann Christian Bruns (Mediziner)
Johann Christian Bruns (auch: Johann Christian Brauns; geboren 1735 in Hoya; gestorben 21. Juni 1792 in Hannover) war ein deutscher Mediziner, Hof-Geburtshelfer, Hofmedicus und Büchersammler sowie Prosektor und Demonstrator der Anatomie.

## Leben
Johann Christian Bruns wurde 1735 im Kurfürstentum Braunschweig-Lüneburg zur Zeit der Personalunion zwischen Großbritannien und Hannover geboren. Er studierte Medizin an der Universität Göttingen, an der er im Jahr 1760 zunächst als Respondent für eine von Johann Georg Röderer verfasste Inaugurations-Dissertation agierte. Im März desselben Jahres verfasste er dort seine eigene Dissertatio inauguralis exhibens observationes quasdam anatomicas et chirurgico-medicas ... Mit dem Titel als Dr. med. ließ er sich anschließend als Arzt in Hannover nieder, wo der „D. der Arzneygel.“ bald darauf zum Hofmedicus ernannt wurde.
Bruns wirkte ab 1763 zudem als „Professor und Demonstrateur bey der Anatomiekammer zu Hannover.“ Für die auch Chirurgische Schule oder anatomisches Collegium genannte und im späten 18. Jahrhundert gegründete Einrichtung in Hannover, sammelte der Hofmedicus zahlreiche Schriften, die später durch medizinische Schriften der Königlichen Bibliothek ergänzt wurden.
Zu seinen Schriften zählte unter anderem ein 1774 von Hannover versandtes Schreiben an den Chirurgen, Hofrat und Professor an der Charité in Berlin Joachim Friedrich Henckel.
Johann Christian Bruns, der der hannoverschen Hofgesellschaft auch als Hof-Accoucheur diente, studierte und vermehrte noch im Angesicht seines eigenen Todes – er starb im Alter von 58 Jahren in Hannover an der Wassersucht – seine auf seinen großen Reisen ins Ausland gesammelten Bücher, die er zum Teil der Klosterbibliothek des Klosters Loccum vermachte unter der Bedingung, dass die Bibliothek „dem beständigen Gebrauch der Aerzte frey stehen soll.“
Nach dem Tode des Lehrers an der Chirurgischen Schule zu Hannover wurden am 10. und 11. September 1792 im Hause des Konsistorialsekretärs Schädler einige Hinterlassenschaften Bruns versteigert, darunter Amputations-, Trepanations-, Accouchier- und andere chirurgische Instrumente sowie Skelette, Präparate und Mineralien.

## Schriften (Auswahl)
- Johann Georg Röderer (Verf.), Johann Christian Bruns (Resp.): Decanvs Ordinis Medici In Academia Georgia Avgvsta Io. Georg. Roederer. D. Dissertationem Inavgvralem ... Ioannis Christiani Brvns D. Mart. MDCCLX Habendam Indicit : Praemissis De Ossivm Vitiis Observationibvs, Gottingae: Ex offincina Schulziana, 1760; Digitalisat der Bayerischen Staatsbibliothek
- An den Hochedelgebohrnen Herrn, Herrn Schumacher auf die Nachricht seiner Vermählung mit der Liebenswürdigsten Jungfer, Jungfer Bük Antwort Schreiben / von J. C. Bruns, Trenthorst, gedruckt von F. Scheele, den 4ten November 1763
- Ioannes Christianus Bruns: Dissertatio inauguralis exhibens observationes quasdam anatomicas et chirurgico-medicas pro gardu doctoratus publice defensa a Johanne Christiano Bruns (Gottingae 1760: Schulz), in: Cum tabulis aeneis, Lugduni Batavorum, 1778, S. 20
- Des Leib-Medici Hrn. Müllers medicinische Entdekkungen und als adj. Stadt-Physici Vertheidigung eines casus medico legalis in Betrachtung gezogen, von Doct. J. C. Bruns, Hof-Medic. Demonstrator. Anat. & Chirurgiæ in Hannover, Hannover (1773)
- Schreiben des Stadt-Physici N--l--m zu H. an seinen Freund, den Hof-Medicum W--b--r--g. in Z. über die Schrift des Herrn Hof-Medicus Bruns Demonstrator ... wider den Herrn Leib-Medicum Müller ..., [Hannover], 1773
- An den ... Joachim Friederich Henckel, Professor der Wundarzneykunst ... , Hannover: Bey Johann Wilhelm Schmid, 1774
- Catalogvs Librorvm Brvnsianorvm [Catalogus librorum Brunsianorum], Hannoverae, Typis I. T. Lamminger, Avl. Typ. 1799; Digitalisat über die Universitätsbibliothek der Humboldt-Universität zu Berlin